# Combinata nordica ai XVIII Giochi olimpici invernali
Nella combinata nordica ai XVIII Giochi olimpici invernali furono disputate due gare, riservate agli atleti di sesso maschile: l'individuale e la gara a squadre.

## Risultati

### Individuale
Presero il via 48 atleti e la prima prova disputata, il 13 febbraio, fu quella di salto. Sull'Hakuba K90 s'impose il norvegese Bjarte Engen Vik davanti al russo Valerij Stoljarov e al giapponese Tsugiharu Ogiwara; sesto si classificò il finlandese Samppa Lajunen. Il giorno dopo si corse la 15 km di sci di fondo sul percorso che si snodava nello stadio Snow Harp con un dislivello massimo di 57 m; a vincere fu lo svizzero Marco Zarucchi davanti all'austriaco Felix Gottwald e all'altro svizzero Urs Kunz; nessuno dei tre, tuttavia, riuscì a recuperare il divario accumulato nella gara di salto fino ad accedere al podio. Vik si confermò primo chiudendo sedicesimo nel fondo; Stoljarov, quattordicesimo, retrocedette fino al terzo posto finale, cedendo a Lajunen, ottavo, la seconda piazza.
| Posizione | Atleta            | Nazione   | Tempo    |
| --------- | ----------------- | --------- | -------- |
| 1         | Bjarte Engen Vik  | Norvegia  | 41:21,1  |
| 2         | Samppa Lajunen    | Finlandia | + 27,5   |
| 3         | Valerij Stoljarov | Russia    | + 28,2   |
| 4         | Kenji Ogiwara     | Giappone  | + 1:21,1 |
| 5         | Milan Kučera      | Rep. Ceca | + 1:24,7 |
| 6         | Tsugiharu Ogiwara | Giappone  | + 1:25,3 |
| 7         | Nicolas Bal       | Francia   | + 1:25,7 |
| 8         | Mario Stecher     | Austria   | + 1:48,8 |
| 9         | Sylvain Guillaume | Francia   | + 2:21,4 |
| 10        | Dmitrij Sinicyn   | Russia    | + 2:26,9 |

### Gara a squadre
Presero il via 11 squadre nazionali e la prima prova disputata, il 19 febbraio, fu quella di salto. Sull'Hakuba K90 s'impose la Finlandia davanti all'Austria e alla Norvegia; sesta si classificò la Francia. Il giorno dopo si corse la staffetta 4x5 km di sci di fondo sul percorso che si snodava nello stadio Snow Harp con un dislivello massimo di 57 m; a vincere fu la Svizzera davanti alla Norvegia e alla Francia. La Norvegia sopravanzò così la Finlandia, quinta nel fondo, e ottenne l'oro; la Francia risalì fino al bronzo mentre la Svizzera, decima nella prima prova, non riuscì a recuperare il divario accumulato. A sua volta l'Austria, ottava nel fondo, scalò fino al quarto posto finale.
| Posizione | Nazione     | Atleti                                                             | Tempo    |
| --------- | ----------- | ------------------------------------------------------------------ | -------- |
| 1         | Norvegia    | Halldor Skard Kenneth Braaten Bjarte Engen Vik Fred Børre Lundberg | 54:11,5  |
| 2         | Finlandia   | Samppa Lajunen Jari Mantila Tapio Nurmela Hannu Manninen           | + 1:18,9 |
| 3         | Francia     | Sylvain Guillaume Nicolas Bal Ludovic Roux Fabrice Guy             | + 1:41,9 |
| 4         | Austria     | Christophe Eugen Christoph Bieler Mario Stecher Felix Gottwald     | + 1:53,1 |
| 5         | Giappone    | Tsugiharu Ogiwara Satoshi Mori Gen Tomii Kenji Ogiwara             | + 2:07,3 |
| 6         | Germania    | Matthias Looß Ronny Ackermann Thorsten Schmitt Jens Deimel         | + 2:10,5 |
| 7         | Svizzera    | Marco Zarucchi Andreas Hartmann Jean-Yves Cuendet Urs Kunz         | + 2:30,1 |
| 8         | Rep. Ceca   | Marek Fiurášek Milan Kučera Jan Matura Ladislav Rygl               | + 2:53,2 |
| 9         | Russia      | Vladimir Lysenin Valerij Stoljarov Aleksej Fadeev Dmitrij Sinicyn  | + 4:22,7 |
| 10        | Stati Uniti | Dave Jarrett Tim Tetreault Bill Demong Todd Lodwick                | + 4:27,1 |

## Medagliere per nazioni
| Posizione | Nazione   | Oro | Argento | Bronzo | Totale |
| --------- | --------- | --- | ------- | ------ | ------ |
| 1         | Norvegia  | 2   | 0       | 0      | 2      |
| 2         | Finlandia | 0   | 2       | 0      | 2      |
| 3         | Francia   | 0   | 0       | 1      | 1      |
|           | Russia    | 0   | 0       | 1      | 1      |